# 7454 Kevinrighter
7454 Kevinrighter è un asteroide della fascia principale. Scoperto nel 1981, presenta un'orbita caratterizzata da un semiasse maggiore pari a 3,1690988 UA e da un'eccentricità di 0,1366104, inclinata di 0,90557° rispetto all'eclittica.
Porta il nome di Kevin Righter, astronomo statunitense.